# It Crawled into My Hand, Honest
It Crawled into My Hand, Honest är ett musikalbum av The Fugs. Det var det andra studioalbumet gruppen lanserade 1968, och det andra man gjorde för skivbolaget Reprise Records. Albumet är musikaliskt varierat, och texterna var i hög grad kontroversiella på sin tid. Robert Christgau har kallat albumet ett av de mest excentriska album som producerats av ett stort skivbolag.

## Låtlista
1. "Crystal Liaison" - 3:17
2. "Ramses II Is Dead, My Love" - 2:55
3. "Burial Waltz" - 2:31
4. "Wide, Wide River" - 2:58
5. "Life Is Strange" - 2:40
6. "Johnny Pissoff Meets the Red Angel" - 4:45
7. "Marijuana" - 1:43
8. "Leprechaun" - 0:15
9. "When the Mode of the Music Changes" - 3:59
10. "Whimpers From the Jello" - 0:24
11. "Divine Toe, Pt. 1" - 0:42
12. "We're Both Dead Now, Alice" - 0:18
13. "Life Is Funny" - 0:17
14. "Grope Need, Pt. 1/Tuli, Visited By the Ghost of Plotinus/More Grope Need" - 0:43
15. "Robinson Crusoe" - 0:21
16. "Claude Pelieu and J.J. Lebel Discuss the Early Verlaine Bread Crust Fragments" - 4:41
17. "National Haiku Contest" - 0:28
18. "Divine Toe, Pt. 2" - 0:52
19. "Irene" - 1:14

## Listplaceringar
- Billboard 200, USA: #167[2]